# Maria Cândida Parreira
Maria Cândida Bragança de Oliveira Parreira (* 16. Januar 1877 in Lissabon; † 28. Juli 1942 ebenda) war eine portugiesische Juristin, Autorin und Politikerin, die der União Nacional des Estado Novo angehörte. Sie studierte Jura an der Universität Lissabon (1919) und war 58 Jahre alt, als sie 1934 in die erste Legislaturperiode der Nationalversammlung (Assembleia Nacional) gewählt wurde, womit sie zu den ersten drei Frauen gehörte, die in Portugal einen Sitz im Parlament hatten.

## Leben
Parreira studierte Jura an der Universität Lissabon (1919) und war von Beruf Anwältin. Sie bezeichnete sich selbst als praktizierende Katholikin und sagte, sie könne keine Frau verstehen, die das nicht sei. 
1934 war sie eine von drei Frauen, die von der Nationalen Union eingeladen wurden, sich in die Einheitsliste der Kandidaten für die Abgeordneten der ersten Legislaturperiode der neu geschaffenen Nationalversammlung des Estado Novo einzureihen. Die Wahl fand im Dezember 1934 statt, und für die erste Legislaturperioden (ab 1935) war sie neben Domitila de Carvalho und Maria Baptista dos Santos Guardiola eine der ersten drei weiblichen Abgeordneten Portugals.
In ihren parlamentarischen Reden konzentrierte sie sich auf sozialen Fragen und die öffentliche Bildung. Von ihr stammt der einstimmig angenommene Vorschlag, Frauen, die mehr als ein Jahr lang als Angestellte oder Arbeiterinnen tätig waren, im Falle einer Entbindung 30 Tage von der Arbeit freizustellen und ihnen eine Zulage in Höhe von mindestens einem Drittel ihres Gehalts zu gewähren.
Sie war eine verdiente Dichterin und Autorin, die neben Operetten auch kurze Revue-Stücke schrieb, darunter in Zusammenarbeit mit Madalena Trigueiros Patrício und dem Dirigenten João Vasconcelos das Stück O Sarau dos Românticos, das 1916 mit großem Erfolg im Teatro Politeama aufgeführt wurde.
Parreira war auch Autorin in der Zeitschrift O Azeitonense (1919–1920).

## Veröffentlichungen
Einzelne Werke sind überliefert:
- Versos (mit einem Prolog von Henrique Lopes de Mendonça), Typ. do Annuario Commercial, Lissabon 1909.
- Cantigas leva-as o vento, ohne Verlag, ohne Ort, 1925.
- Cantigas leva-as o vento…, ohne Verlag, ohne Ort, 1936.